# SC Bad-Sobernheim
Maillots
Dernière mise à jour : 4 avril 2011.
Le SC Bad-Sobernheim est un club allemand de football localisé à Bad Sobernheim en Rhénanie-Palatinat.

## Histoire (football)
Le club fut fondé le 23 juin 1903. Il resta dans l’anonymat des ligues inférieures jusqu’au terme de la Seconde Guerre mondiale.
Dissous par les Alliés, comme tous les clubs et associations allemands, en 1945 (voir Directive n°23), le club fut rapidement reconstitué.
Il joua dans la Amateurliga Südwest dont il fut relégué en 1953, mais y remonta l’année suivante. En 1955, le 1. FC Sobernheim participa au tour final pour la montée en 2. Oberliga Südwest, une ligue située au 2e niveau de la hiérarchie. 3e sur 3, derrière le VfL Trier et le SV St-Ingbert, il ne fut pas promu.
En 1961, le club remporta à nouveau le titre de l’Amateurliga Südwest et se qualifia pour la 2. Oberliga Südwest. Le 1. FC Sobernheim termina dernier et redescendit. À la fin de la saison suivante, la 2. Oberliga fut dissoute lors de la création de la Bundesliga et de la Regionalliga.
Par la suite, le 1. FC Sobernheim joua à l’ascenseur entre l’Amateurliga Südwest (au 3e niveau) et le 4e niveau. Présent en Amateurliga en 1978, le club ne parvint pas à se qualifier (il finit dernier) pour l’Oberliga Südwest, créée à partir de la saison suivante au 3e étage.
Après plusieurs saisons en Bezirksliga, le cercle descendit en Kreisliga en 1987. Deux ans plus tard, il remonta.
En 1993, le club fut renommé SC Sobernheim puis en 1998, il fusionna avec le VfL 1921 Pferdsweiler-Eckweiler pour former le SC Bad Sobernheim. Sous cette dénomination, le club monta en Landesliga en 2000. Il y joua deux saisons, descendit puis y remonta de 2004 à 2008. L’année suivante, le club se retrouva en difficultés financières. Une tentative de son trésorier, Kalle Pfeffer, de trouver un repreneur échoua.
En 2010-2011, le SC Bad-Sobernheim n’est pas actif. 